# Лапуа
Ла́пуа (фін. Lapua; швед. Lappo; лат. Lapponia Bothniensis)  — місто в провінції Південна Пог'янмаа у Фінляндії.
Розташоване поруч з річкою Лапуа в провінції Західна Фінляндія. Населення 14 720 осіб (2014), площа  — 750,77 км², водяне дзеркало  — 13,67 км², щільність  — 19,97 осіб/км².

## Відомі люди
- Нійло Косола — фінський фермер і політик.
- Урпилайнен Ютта — депутатка парламенту.
- Яаттеенмякі Аннелі — фінська політична діячка.
- Гаррі Коскела — борець, призер чемпіонатів Європи, світу та Олімпійських ігор.